# Pablo Cuéllar
Pablo Cuéllar (1952) es un exajedrecista panameño. 

## Biografía
Ganó el Campeonato Panameño de Ajedrez en 1979. Participó en la XXI Olimpiada de Ajedrez, donde anotó 8 puntos,20 gms, 5 +, 6-, 9=, con un porcentaje de 40.0. En 2001 Pablo Cuéllar fue unos de los únicos líderes invictos que se mantuvieron en el certamen de ajedrez del Club de Montaña que se realiza dos veces por semana en dichas instalaciones. Cuéllar realizó una propuesta para la confirmación de un Club de Ajedrez por los estudiantes de la Academia Bilingüe Panamá para el Futuro.